# Лобанов, Николай Александрович
Николай Александрович Лоба́нов (25 июля 1909, Российская империя — 27 августа 1978, Москва) — советский инженер и учёный, конструктор парашютной техники.

## Биография
Окончил МВТУ имени Н. Э. Баумана (1937) и Артиллерийскую академию имени Ф. Э. Дзержинского (1941).
В 1942—1946 годах главный инженер комбината парашютно-десантного имущества и главный конструктор ОКБ.
В 1946—1977 годах заместитель начальника и начальник военного научно-исследовательского института.
Руководил разработкой парашютов для авиации и космонавтики. Сконструировал парашют с квадратным куполом.
В 1949—1955 вёл курс теории парашюта в ВВИА имени Н. Е. Жуковского.
Доктор технических наук (1968).
Умер в 1978 году. Похоронен в Москве на Кунцевского кладбища (участок № 10)

## Награды и премии
- Мастер парашютного спорта СССР (1940)
- Сталинская премия II степени (14 марта 1941) — за разработку парашюта для авиации
- Сталинская премия II степени (1952) — за создание образцов новой техники
- Ленинская премия (1965) — за разработку и внедрение в серийное производство всережимных катапультных установок КМ-1, КС-4 и КТ-1
- два ордена Ленина
- Орден Октябрьской революции
- Орден Отечественной войны I степени
- Орден Трудового Красного Знамени
- Орден «Знак Почета»
- Медаль «В ознаменование 100-летия со дня рождения Владимира Ильича Ленина»
- Медаль «За доблестный труд в Великой Отечественной войне 1941—1945 гг.»